# Oblast de Briansk
O Oblast de Briansk (russo:  Бря́нская о́бласть, tr. Briánskaia óblast) é uma divisão federal da Federação da Rússia.
A sua capital administrativa é a cidade de Briansk.
De acordo com o censo populacional de 2010, tinha uma população de 1 278 217 habitantes.